# Лохьянпуро
Ло́хьянпу́ро (фин. Lohjanpuro) — ручей в России, протекает по территории Лоймольского сельского поселения Суоярвского района Карелии. Длина ручья — 11 км.
Ручей берёт начало из болота Лохьянсуо (фин. Lohjansuo) на высоте выше 101,2 м над уровнем моря и далее течёт преимущественно в северо-западном направлении по заболоченной местности.
Ручей имеет один приток суммарной длиной 8,0 км.
Впадает в озеро Янисъярви на высоте 64,4 м над уровнем моря.
Населённые пункты на ручье отсутствуют.
Код объекта в государственном водном реестре — 01040300212202000010983.